# Clément XIII
Pour les articles homonymes, voir Della Torre di Rezzonico.
Carlo Castelbarco Pindemonte della Torre di Rezzonico, né à Venise le 7 mars 1693 et mort à Rome le 2 février 1769, est un prêtre catholique vénitien, canoniste et juriste de la cour pontificale. Cardinal en 1737 et évêque de Padoue en 1747, il devient le 248e pape de l’Église catholique romaine le 6 juillet 1758, adoptant le nom de Clément XIII (en latin Clemens XIII).

## Biographie

### Accession au pontificat

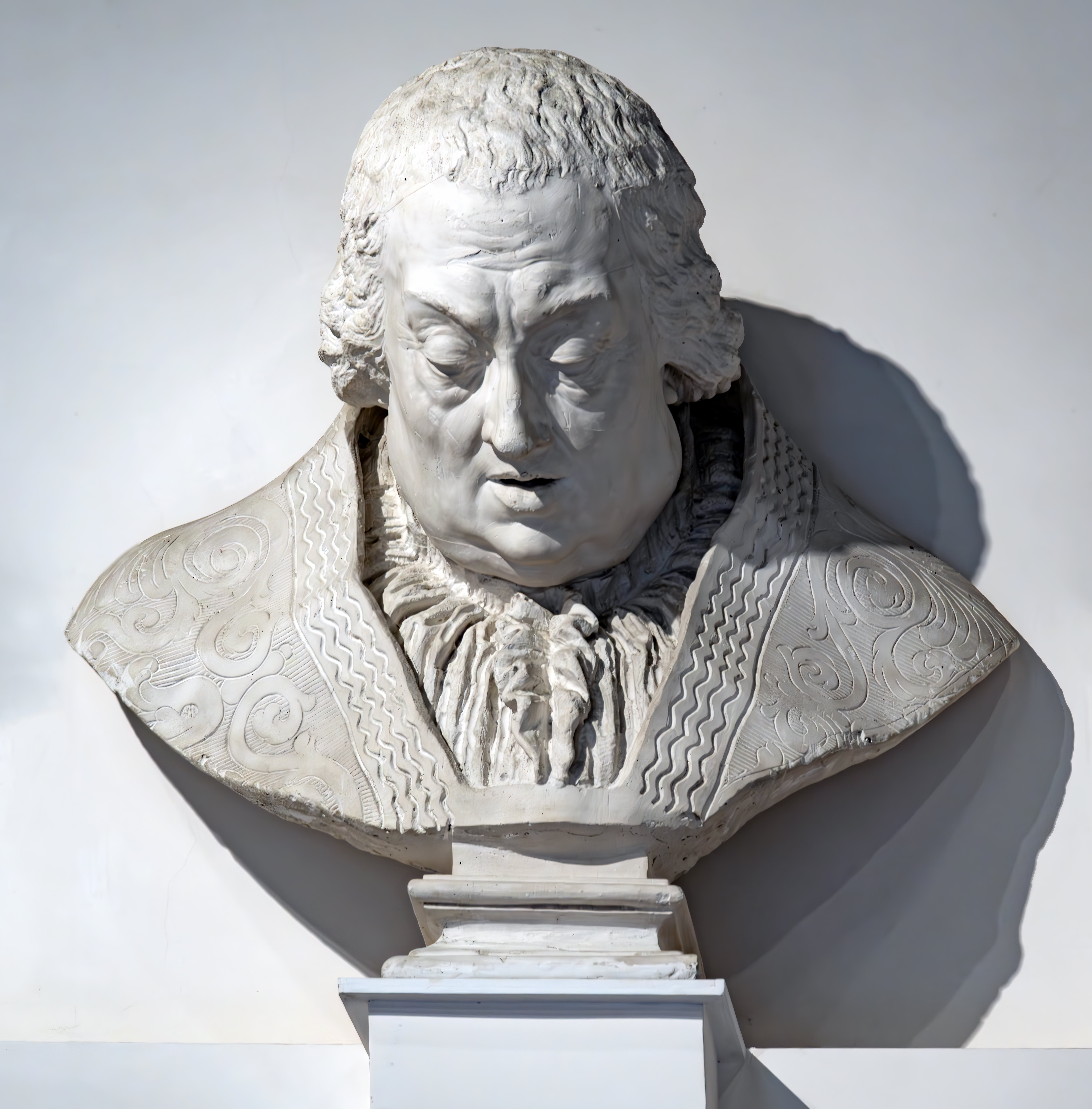
Clément XIII par Antonio Canova, Musée Correr.

Carlo della Torre di Rezzonico est le fils de Giambattista Rezzonico, l'homme qui avait acheté la Ca' Rezzonico, palais inachevé sur le Grand Canal. Il en acheva la construction. Sa famille, comme leurs amis au Palazzo Labia, avait acheté ses lettres de noblesse vénitienne au milieu du XVIIe siècle, quand les caisses de l'État de Venise étaient au plus bas.
Éduqué par les Jésuites de Bologne, il fit des études de droit canonique et commença sa carrière en 1716, à la Curie romaine, comme référendaire au Tribunal suprême de la Signature apostolique. En 1725, il fut promu auditeur de la Rote romaine pour la république de Venise. Il fut nommé cardinal-diacre en 1737. En 1747, il fut consacré évêque de Padoue.
Il succéda en 1758 sur le trône de Pierre à Benoît XIV. 
La famille della Torre di Rezzonico était alors au faîte de sa puissance : la même année elle célébrait le mariage de Ludovico Rezzonico avec une épouse de la puissante famille des Savorgnan. Très lié à sa famille, le nouveau pontife romain était connu pour son népotisme.
En 1759, Clément XIII mit à l'Index l'Encyclopédie de d'Alembert et Diderot. Plus pudique que ses contemporains, il fit recouvrir de feuilles de figuier artificielles les parties sexuelles de sculptures de l'époque classique.

### La question des Jésuites
Le pontificat de Clément XIII fut troublé par les pressions continues exercées par les cours catholiques européennes (Portugal, France, Espagne et Deux-Siciles), pour qu'il supprimât la Compagnie de Jésus. En 1758, le marquis de Pombal, ministre de Joseph Ier de Portugal (1750-1777), très en faveur d'un régime absolutiste royal, voulait réduire l'Église catholique en une sorte d'anglicanisme lusitanien. Il fit arrêter les Jésuites du Portugal et de ses colonies. Nombre d'entre eux moururent en prison et plusieurs furent exécutés. D'autres furent expédiés à Civitavecchia, comme « cadeau pour le pape ». En 1760, Pombal renvoya à Rome le nonce apostolique (en) et rappela l'ambassadeur du Portugal. Une brochure intitulée Brève Relation représenta les Jésuites comme ayant fondé en Amérique du Sud sous leur propre souveraineté un royaume pratiquement indépendant où ils tyrannisaient les Indiens, le tout pour servir leur insatiable ambition et leur avarice : un tissu de calomnies mais qui fit du tort aux Jésuites.
En France, le Parlement de Paris, dominé par la haute bourgeoisie et qui affichait des sympathies jansénistes et gallicanes, commença au printemps 1761 à faire pression pour bannir les Jésuites de France. Quoiqu'un synode épiscopal réuni à Paris en décembre 1761 recommandât de ne rien faire, Louis XV (1715-1774) promulgua un ordre royal qui ne permettait à la Compagnie de Jésus de rester dans le royaume de France, que si certains changements étaient apportés dans leurs Constitutions pour la conformer aux souhaits du Parlement et si l'on créait le poste d'un vicaire général des Jésuites français qui serait indépendant du supérieur général résidant à Rome. Clément XIII refusa avec les paroles devenues célèbres : « Sint ut sunt aut non sint ». Le 2 août 1762, le Parlement rendit la situation impossible en imposant des conditions inacceptables à chacune de leurs demandes de rester dans le pays, Clément XIII répondit par une protestation contre la violation des droits de l'Église et cassa l'arrêt, mais les ministres de Louis XV ne pouvaient permettre qu'on annulât ainsi une loi française et le roi finalement dut expulser les Jésuites en novembre 1764 au grand dam de la famille royale notamment, la reine, le dauphin Louis et de la dauphine Marie-Josèphe de Saxe, tous trois proches de leur fin.
Par une sorte de bravade, Clément XIII renouvela son soutien à l'Ordre religieux et l'approuva à nouveau publiquement par une bulle papale Apostolicum pascendi (7 janvier 1765), où il repoussait comme calomnies les critiques contre les Jésuites et louait l'utilité de l'Ordre. En 1766, il rédigea la bulle Christianæ reipublicæ salus, contre les Lumières. Face à la France et au Portugal, il refusa de modifier les Constitutions de la Compagnie de Jésus. 
Tout cela fut fait en vain. Un an avant sa mort, en 1768, les Jésuites avaient été expulsés de France, d'Espagne, du royaume de Naples et de Sicile et du duché de Parme et Plaisance. En Espagne, les Jésuites se croyaient en sûreté, mais Charles III d'Espagne (1759-1788), impressionné par ce qu'on affirmait en France, choisit finalement d'agir encore plus énergiquement : dans la nuit du 2 au 3 avril 1767, toutes les maisons des Jésuites en Espagne furent soudainement encerclées, et ceux qui s'y trouvaient furent arrêtés, expédiés vers les ports dans les vêtements qu'ils portaient sur eux et entassés sur des bateaux qu'on envoya à Civitavecchia, port des États pontificaux. Dans une lettre à Clément XIII, le roi très catholique prévint que son allocation annuelle de 100 piastres serait retirée pour l'ordre entier si n'importe lequel de ses membres s'avisait à un moment quelconque d'écrire une justification quelle qu'elle fût ou de critiquer les motifs de leur expulsion.
C'est pratiquement le même sort qui les attendait dans les territoires du duc de Parme et Plaisance, lui aussi Bourbon, petit-fils de Louis XV de France et neveu de Charles III d'Espagne et de Joseph Ier de Portugal auxquels il était aussi allié par le pacte de famille de 1761. Ferdinand Ier, âgé de 17 ans, que conseillait le ministre libéral Guillaume du Tillot. En 1768, Clément XIII publia une protestation énergique (Monitorium) contre la politique du gouvernement de Parme. La question de l'investiture de Parme accrut les ennuis du Pape. Les rois Bourbon soutinrent la cause de leur parent, occupèrent Avignon, Bénévent et Pontecorvo et présentèrent conjointement une demande péremptoire pour la suppression totale des Jésuites (janvier 1769). Poussé dans ses derniers retranchements, Clément XIII consentit à convoquer un consistoire pour examiner la question, mais, miné par les soucis, il mourut la veille même du jour où celui-ci devait se réunir (2 février 1769).

## Succession apostolique
Clément XIII a ordonné les évêques suivants :
- Archevêque Domenico Monti (1750)
- Évêque Pellegrino Ferri (1750)
- Évêque Gian Alberto De Grandi, C.R.L. (1750)
- Évêque Anton Kryezezi (en), O.F.M. (1750)
- Évêque Giovanni Maria Castelvetri (1750)
- Évêque Marcantonio Lombardi (it) (1751)
- Évêque Jean-Baptiste-Marie Champion de Cicé (1758)
- Cardinal Henri Benoît Stuart (1758)
- Évêque Marco Giuseppe Cornaro (1759)
- Cardinal Antonio Maria Erba Odescalchi (1759)
- Cardinal Ludovico Valenti (1759)
- Patriarche Filippo Josiah Caucci (de) (1760)
- Archevêque Giuseppe Locatelli (1760)
- Cardinal Francesco Carafa della Spina di Traetto (1760)
- Cardinal Pietro Colonna Pamphili (1760)
- Archevêque Cesare Alberico Lucini (it) (1760)
- Cardinal Antonio Eugenio Visconti (1760)
- Cardinal Giovanni Francesco Albani (1760)
- Cardinal Giovanni Carlo Boschi (1760)
- Archevêque Giovanni Lercari (it) (1760)
- Évêque Benedetto Mattei (1760)
- Évêque Gioacchino Maria Pontalti (it), O.Carm. (1762)
- Cardinal Marcantonio Colonna (1762)
- Évêque Antonio Ripanti (1762)
- Évêque Giovanni Agostino Gradenigo, O.S.B. (1762)
- Cardinal Tommaso Maria Ghilini (1763)
- Archevêque Gianbattista Colombini, O.F.M.Conv. (1764)
- Cardinal Urbano Paracciani Rutili (1764)
- Cardinal Luigi Valenti Gonzaga (1764)
- Évêque Giovanni de Vita (1764)
- Évêque Giovanni Battista Muggiasca (de) (1764)
- Cardinal Guido Calcagnini (1765)
- Cardinal Filippo Maria Pirelli (1765)
- Évêque Salvatore Andreani (it), B. (1765)
- Archevêque Giovanni Girolamo Gradenigo, C.R. (1766)
- Évêque Arnaldo Speroni degli Alvarotti (it), O.S.B. (1766)
- Évêque Alessandro Pisani (1766)
- Archevêque Ignazio Reali (1766)
- Archevêque Michael Angelus Giacomelli (1766)
- Cardinal Giovanni Battista Caprara Montecuccoli (1766)
- Cardinal Giovanni Archinto (1766)
- Cardinal Angelo Maria Durini (1766)
- Cardinal Francesco Saverio de Zelada (1766)
- Évêque Olivier-Simon Le Bon, M.E.P. (1766)
- Cardinal Bernardino Giraud (1767)
- Évêque Giovanni Nani (it) (1767)
- Archevêque Orazio Mattei (de) (1767)
- Archevêque Giuseppe Maria Contesini (1768)